# 9 Shots
«9 Shots» es una canción del cantante estadounidense de hip hop 50 Cent. Fue lanzada el 14 de agosto de 2015 como sencillo sin ningún álbum de estudio. La canción fue producida por Frank Dukes.

## Video musical
El vídeo musical de la canción fue dirigido por Eif Rivera, contiene apariciones especiales de compañeros de G-Unit, Tony Yayo y Lloyd Banks. Se estrenó después del final de la segunda temporada de Power.

## Trasfondo
50 Cent debutó un nuevo single titulado " 9 Shots " producido por Frank Dukes en un evento de Capitol Records en Nueva York el miércoles . 50 indica que es una metáfora entre los 9 momentos de su vida y los 9 disparos que le dieron cuando él estaba empezando su carrera musical . La canción fue lanzada oficialmente el día después del estreno en vivo.
- Datos: Q20829274